# Henry Strakosch
Sir Henry Strakosch (* 10. Mai 1871 in Hohenau an der March, Niederösterreich; † 30. Oktober 1943 bei London) war ein britisch-österreichischer Bankier und Geschäftsmann jüdischer Abstammung. Er war ab 1924 Aufsichtsratsvorsitzender der südafrikanischen Bergbaugesellschaft Union Corporation.

## Leben und Wirken
Henry Strakosch wurde 1871 als Spross der österreichischen Unternehmerfamilie Strakosch geboren. Seine Eltern waren der Kaufmann Eduard Strakosch und seine Gattin Mathilde, geborene Winterstein. In seiner Jugend besuchte Strakosch das Wasa-Gymnasium in Wien. Anschließend arbeitete er bei der Anglo-Österreichischen Bank, um in den 1890er Jahren nach Südafrika überzusiedeln.
1907 nahm Strakosch die britische Staatsbürgerschaft an. Mit fortschreitendem Alter übernahm er zahlreiche wichtige Ämter in der britischen Finanzwelt: In den Jahren 1925 und 1926 gehörte er der „Royal Commission on Indian Currency and Finance“ (Königlicher Ausschuss für Währung und Finanzen Indiens) an. Zwischen 1930 und 1937 saß Strakosch zudem im britischen Rat für Indien, bevor er von 1937 bis 1942 als Ratgeber des britischen Indienministers fungierte.
In seiner Funktion als Berater der südafrikanischen Regierung in Finanzangelegenheiten war er der Autor des South African Currency and Banking Act. Von 1929 bis 1943 war er zudem Vorstandsvorsitzender der Zeitung The Economist.
1921 wurde er als Knight Bachelor geadelt, 1924 als Knight Commander in den Order of the British Empire aufgenommen und 1927 zum Knight Grand Cross dieses Ordens erhoben.

## Geldgeber Churchills
1938 beglich Strakosch die privaten Schulden von Winston Churchill. Aufgrund von Strakoschs jüdischer Abstammung wurde dies später von den Nationalsozialisten als Beleg für die Verbindungen des Judentums in die britische Politik angeführt. Bernard Baruch, ein Freund Churchills, hatte diesem Aktienempfehlungen gegeben, die fehlschlugen. Churchill war durch diese Aktienspekulationen im Frühjahr 1938 zahlungsunfähig geworden. Der Kurs seiner amerikanischen Aktien war wegen der Roosevelt-Rezession rapide gesunken. Das dafür geliehene Geld konnte Churchill nicht an die Bank zurückzahlen. Da trat Henry Strakosch auf den Plan, beglich die Schulden und übernahm dafür die gesunkenen Aktien. Churchills Verlust von 12.000 Pfund im Jahre 1938 entspricht dem Verlust von etwa 500.000 Dollar im Jahre 2005.

## Schriften
- The South African Currency and Exchange Problem, Johannesburg 1920.
- The South African Currency and Exchange Problem Re-Examined, Johannesburg 1922.
- Monetary Stability and the Gold Standard, London 1928.
- A Financial Plan for the Prevention of War, London 1929.
- Die Krisis. Eine Denkschrift, Beilage zu The Economist bom 9. Januar 1932.